# Phacelia cookei
Phacelia cookei är en strävbladig växtart som beskrevs av Lincoln Constance och Heckard. Phacelia cookei ingår i Faceliasläktet som ingår i familjen strävbladiga växter. Inga underarter finns listade i Catalogue of Life.